# Natação no Campeonato Europeu de Esportes Aquáticos de 2018 - 100 m costas feminino
A prova dos 100 metros costas feminino da natação no Campeonato Europeu de Esportes Aquáticos de 2018 ocorreu nos dias 6 e 7 de agosto no Tollcross International Swimming Centre, em Glasgow no Reino Unido. 

## Calendário
| Fase          | Data        | Hora  |
| ------------- | ----------- | ----- |
| Eliminatórias | 6 de agosto | 10:22 |
| Semifinal     | 6 de agosto | 17:13 |
| Final         | 7 de agosto | 18:55 |

Todos os horários estão no horário local (UTC+0)

## Recordes
Antes desta competição, os recordes eram os seguintes:
|                       | Nadadora        | Tempo | Local   | Data                |
| --------------------- | --------------- | ----- | ------- | ------------------- |
| Recorde mundial       | Kathleen Baker  | 58.00 | Irvine  | 28 de julho de 2018 |
| Recorde europeu       | Gemma Spofforth | 58.12 | Roma    | 28 de julho de 2009 |
| Recorde do campeonato | Mie Nielsen     | 58.73 | Londres | 19 de maio de 2016  |

## Medalhistas
| Ouro                     | Prata                | Bronze                 |
| Anastasia Fesikova (RUS) | Georgia Davies (GBR) | Carlotta Zofkova (ITA) |

## Resultados

### Eliminatórias
Esses foram os resultados das eliminatórias. 
| Pos. | Bateria | Raia | Nadadora                | Nacionalidade | Tempo   | Notas |
| ---- | ------- | ---- | ----------------------- | ------------- | ------- | ----- |
| 1    | 5       | 3    | Margherita Panziera     | Itália        | 59.86   | Q     |
| 2    | 4       | 4    | Anastasia Zuyeva        | Rússia        | 59.87   | Q     |
| 3    | 5       | 5    | Mie Nielsen             | Dinamarca     | 59.99   | Q     |
| 4    | 5       | 6    | Georgia Davies          | Reino Unido   | 1:00.03 | Q     |
| 5    | 3       | 6    | Carlotta Zofkova        | Itália        | 1:00.07 | Q     |
| 6    | 3       | 3    | Kira Toussaint          | Países Baixos | 1:00.12 | Q     |
| 7    | 5       | 4    | Katinka Hosszú          | Hungria       | 1:00.15 | Q     |
| 8    | 5       | 7    | Katalin Burián          | Hungria       | 1:00.28 | Q     |
| 8    | 4       | 1    | Mimosa Jallow           | Finlândia     | 1:00.28 | Q     |
| 10   | 3       | 5    | Simona Baumrtová        | Chéquia       | 1:00.29 | Q     |
| 11   | 4       | 3    | Kathleen Dawson         | Reino Unido   | 1:00.30 | Q     |
| 12   | 4       | 6    | Mathilde Cini           | França        | 1:00.55 | Q     |
| 13   | 3       | 4    | Daria Ustinova          | Rússia        | 1:00.67 | Q     |
| 14   | 5       | 2    | Laura Riedemann         | Alemanha      | 1:00.77 | Q     |
| 15   | 3       | 7    | Tessa Vermeulen         | Países Baixos | 1:00.79 | Q     |
| 16   | 5       | 1    | Silvia Scalia           | Itália        | 1:00.92 |       |
| 17   | 4       | 5    | Polina Egorova          | Rússia        | 1:01.05 |       |
| 18   | 3       | 2    | Anastasiia Avdeeva      | Rússia        | 1:01.17 |       |
| 19   | 5       | 8    | Theodora Drakou         | Grécia        | 1:01.18 | Q     |
| 20   | 3       | 1    | Duane Da Rocha          | Espanha       | 1:01.36 |       |
| 20   | 4       | 7    | Cassie Wild             | Reino Unido   | 1:01.36 |       |
| 22   | 4       | 2    | Lisa Graf               | Alemanha      | 1:01.67 |       |
| 23   | 2       | 3    | Caroline Pilhatsch      | Áustria       | 1:01.73 |       |
| 24   | 2       | 5    | Nina Kost               | Suíça         | 1:01.85 |       |
| 25   | 2       | 4    | Julie Kepp Jensen       | Dinamarca     | 1:01.87 |       |
| 26   | 3       | 0    | Ida Lindborg            | Suécia        | 1:02.00 |       |
| 27   | 4       | 8    | África Zamorano         | Espanha       | 1:02.11 |       |
| 28   | 4       | 0    | Ekaterina Avramova      | Turquia       | 1:02.12 |       |
| 29   | 2       | 2    | Anika Apostalon         | Chéquia       | 1:02.19 |       |
| 30   | 4       | 9    | Victoria Bierre         | Dinamarca     | 1:02.55 |       |
| 31   | 2       | 8    | Cristina García         | Espanha       | 1:02.84 |       |
| 32   | 2       | 6    | Gabriela Georgieva      | Bulgária      | 1:02.97 |       |
| 33   | 2       | 1    | Shahar Menahem          | Israel        | 1:03.15 |       |
| 34   | 5       | 9    | Agata Naskręt           | Polónia       | 1:03.28 |       |
| 35   | 2       | 0    | Signhild Joensen        | Ilhas Feroé   | 1:03.30 |       |
| 36   | 1       | 4    | Lena Grabowski          | Áustria       | 1:03.36 |       |
| 37   | 3       | 9    | Karolina Hájková        | Eslováquia    | 1:03.48 |       |
| 38   | 1       | 3    | Elçin Türkmenoğlu       | Turquia       | 1:03.65 |       |
| 39   | 1       | 7    | Margaret Markvardt      | Estónia       | 1:03.77 |       |
| 40   | 3       | 8    | Eygló Ósk Gústafsdóttir | Islândia      | 1:03.82 |       |
| 41   | 1       | 2    | Aviv Barzelay           | Israel        | 1:04.01 |       |
| 42   | 1       | 5    | Vilma Ruotsalainen      | Finlândia     | 1:04.41 |       |
| 43   | 1       | 6    | Weronika Górecka        | Polónia       | 1:04.82 |       |
| 44   | 1       | 1    | Sezin Eliguel           | Turquia       | 1:04.85 |       |
| 45   | 1       | 8    | Fjorda Šabani           | Kosovo        | 1:05.87 |       |
| 46   | 2       | 9    | Arina Baikova           | Letônia       | 1:06.63 |       |
| 47   | 1       | 0    | Eda Zećiri              | Kosovo        | 1:09.75 |       |
| —    | 2       | 7    | Jenna Laukkanen         | Finlândia     | DNS     | DNS   |
| —    | 5       | 0    | Alicja Tchórz           | Polónia       | DNS     | DNS   |

### Semifinal
Esses foram os resultados das semifinais. 
Semifinal 1
| Pos. | Raia | Nadadora         | Nacionalidade | Tempo   | Notas |
| ---- | ---- | ---------------- | ------------- | ------- | ----- |
| 1    | 4    | Anastasia Zuyeva | Rússia        | 59.38   | Q     |
| 2    | 5    | Georgia Davies   | Reino Unido   | 59.97   | Q     |
| 3    | 3    | Kira Toussaint   | Países Baixos | 1:00.02 | Q     |
| 4    | 7    | Mathilde Cini    | França        | 1:00.18 |       |
| 5    | 2    | Simona Baumrtová | Chéquia       | 1:00.49 |       |
| 6    | 1    | Laura Riedemann  | Alemanha      | 1:00.53 |       |
| 7    | 6    | Mimosa Jallow    | Finlândia     | 1:00.83 |       |
| 8    | 8    | Theodora Drakou  | Grécia        | 1:01.82 |       |

Semifinal 2
| Pos. | Raia | Nadadora            | Nacionalidade | Tempo   | Notas |
| ---- | ---- | ------------------- | ------------- | ------- | ----- |
| 1    | 6    | Katinka Hosszú      | Hungria       | 59.67   | Q     |
| 2    | 3    | Carlotta Zofkova    | Itália        | 59.88   | Q     |
| 3    | 5    | Mie Nielsen         | Dinamarca     | 59.89   | Q     |
| 4    | 4    | Margherita Panziera | Itália        | 59.90   | Q     |
| 5    | 2    | Katalin Burián      | Hungria       | 1:00.01 | Q     |
| 6    | 1    | Daria Ustinova      | Rússia        | 1:00.56 |       |
| 7    | 7    | Kathleen Dawson     | Reino Unido   | 1:00.57 |       |
| 8    | 8    | Tessa Vermeulen     | Países Baixos | 1:00.98 |       |

### Final
Esse foi o resultado da final. 
| Pos.              | Raia | Nadadora            | Nacionalidade | Tempo   | Notas |
| ----------------- | ---- | ------------------- | ------------- | ------- | ----- |
| Medalha de ouro   | 4    | Anastasia Fesikova  | Rússia        | 59.19   |       |
| Medalha de prata  | 7    | Georgia Davies      | Reino Unido   | 59.36   |       |
| Medalha de bronze | 3    | Carlotta Zofkova    | Itália        | 59.61   |       |
| 4                 | 5    | Katinka Hosszú      | Hungria       | 59.64   |       |
| 5                 | 2    | Margherita Panziera | Itália        | 59.71   |       |
| 6                 | 6    | Mie Nielsen         | Dinamarca     | 59.93   |       |
| 7                 | 1    | Katalin Burián      | Hungria       | 1:00.05 |       |
| 8                 | 8    | Kira Toussaint      | Países Baixos | 1:00.14 |       |

Legenda
| Recorde mundial       | Recorde mundial (World record)               |                       | Recorde africano                      | Recorde africano (African) |                                           | Q | Classificado por posição (Qualified) |
| Recorde do campeonato | Recorde do campeonato (Championship record)  | Recorde da América    | Recorde da América (Americas)         | q                          | Classificado por melhor tempo (Qualified) |   |                                      |
| Melhor marca do ano   | Melhor marca do ano (World leading)          | Recorde asiático      | Recorde asiático (Asian)              | DNS                        | Não largou (Did not start)                |   |                                      |
| Recorde nacional      | Recorde nacional (National record)           | Recorde europeu       | Recorde europeu (European)            | DNF                        | Não terminou (Did not finish)             |   |                                      |
| Recorde pessoal       | Recorde pessoal do atleta (Personal best)    | Recorde da Oceania    | Recorde da Oceania (Oceania)          | DSQ / DQ                   | Desclassificado (Disqualified)            |   |                                      |
| Recorde da temporada  | Recorde da temporada do atleta (Season best) | Recorde sul-americano | Recorde sul-americano (South America) | NM                         | Sem marca (No mark)                       |   |                                      |